# Turó del Vent (Llinars del Vallès)
El Turó del Vent és una muntanya de 389 metres que es troba al municipi de Llinars del Vallès, a la comarca del Vallès Oriental.